# Dan Hedaya
Daniel G. Hedaya (n. 24 iulie 1940, New York City, New York, SUA) este un actor american. Este cunoscut pentru roluri secundare în care interpretează atât personaje pozitive, cât și negative. Filmografia sa include lungmetraje precum Un păcat de moarte⁠(d) (1918), Aventurile lui Buckaroo Banzai (1984), La limită⁠(d) (1984), Sânge pentru sânge (1984), Commando (1985), Băieți deștepți (1986), Joe împotriva vulcanului (1990), Familia Addams (1991), Juniorul dă lovitura⁠(d) (1993), Presiune maximă⁠(d) (1993), Liceenele din Beverly Hills (1995), Clubul nevestelor părăsite (1996), Panică în tunel⁠(d) (1996), Camera lui Marvin (1996), Alien: Renașterea (1997), Avocatul⁠(d) (1998), O noapte la Roxbury (1998), Carter, zis "Uraganul"⁠(d) (1999) , Aventuri la Casa Albă⁠(d) (1999), Shaft⁠(d) (2000), Gașca⁠(d) (2000), Spune-mi că mă iubești⁠(d) (2002), Robots (2005) și Anii de liceu... la vârsta a doua⁠(d) (2005).

## Biografie
Hedaya s-a născut în New York City într-o familie de evrei sefarzi din Alep, Siria. Hedaya a copilărit în Bensonhurst⁠(d). În perioada studenției la Universitatea Tufts⁠(d), a început să interpreteze roluri la teatrul din campusul universitar. A fost profesor de liceu timp de mulți ani înainte să evină actori profesionist. A studiat actoria la HB Studio⁠(d) din New York.
Pe lângă o carieră de succes în filme, Hedaya a apărut în mai multe seriale, inclusiv în rolul lui Nick, fostul soț al Carlei Tortelli⁠(d), în sitcomul Cheers și în spin-off-ul său de scurtă durată The Tortellis⁠(d). A mai apărut în serialul Family Ties⁠(d) și în rolul unui preot italoamerican în controversatul serial Pastorul⁠(d) al companiei NBC. De asemenea, a interpretat rolul tatălui dispărut al lui Adrian Monk⁠(d) în serialul Monk și a avut un rol episodic între 1997 și 2005 în drama Spitalul de urgență.
În filme, Hedaya l-a interpretat pe dictatorul Arius în Commano (1985), alături de Arnold Schwarzenegger, și pe Mel Horowitz, tătăl lui Cher, în filmul Liceenele din Beverly Hills (1995). Datorită faptului că seamănă cu Richard Nixon, a reușit să obțină rolul fostului președinte în filmul Aventuri la Casa Albă. Acesta a apărut în numeroase episoade ale serialului de televiziune Hill Street Blues⁠(d) în rolul unui polițist corupt. În anii 1980, Hedaya a apărut și în serialul de televiziune Miami Vice.
Deși este de origine evreiască și siriană, Hedaya primește adesea roluri italoamericane.

## Filmografie

### Filme
| An   | Titlu                                                      | Rol                               | Note       |
| ---- | ---------------------------------------------------------- | --------------------------------- | ---------- |
| 1970 | Myra Breckinridge                                          | Patient In Hospital Ward          | Necreditat |
| 1976 | The Passover Plot                                          | Yaocov                            |            |
| 1979 | The Seduction of Joe Tynan                                 | Alex Heller                       |            |
| 1980 | Night of the Juggler                                       | Sergeant Otis Barnes              |            |
| 1981 | True Confessions                                           | Howard Terkel                     |            |
| 1982 | I'm Dancing as Fast as I Can                               | Dr. Klein                         |            |
| 1982 | Endangered Species                                         | Peck                              |            |
| 1983 | The Hunger                                                 | Lieutenant Allegrezza             |            |
| 1984 | Reckless                                                   | Peter Daniels                     |            |
| 1984 | Blood Simple                                               | Julian Marty                      |            |
| 1984 | The Adventures of Buckaroo Banzai Across the 8th Dimension | John Gomez                        |            |
| 1984 | Tightrope                                                  | Detective Molinari                |            |
| 1985 | Commando                                                   | Arius                             |            |
| 1986 | A Smoky Mountain Christmas                                 | Harry                             |            |
| 1986 | Wise Guys                                                  | Anthony Castelo                   |            |
| 1986 | Running Scared                                             | Captain Logan                     |            |
| 1990 | Joe Versus the Volcano                                     | Frank Waturi                      |            |
| 1990 | Tune in Tomorrow                                           | Robert Quince                     |            |
| 1990 | Pacific Heights                                            | The Banker                        |            |
| 1991 | The Addams Family                                          | Tully Alford                      |            |
| 1991 | Doubles                                                    | Lenny Bruce                       |            |
| 1992 | Four Eyes and Six Guns                                     | Lester Doom                       |            |
| 1993 | Boiling Point                                              | US Treasury Agent Sam Brady       |            |
| 1993 | Benny & Joon                                               | Thomas                            |            |
| 1993 | Rookie of the Year                                         | Larry Fisher                      |            |
| 1993 | Searching for Bobby Fischer                                | Tournament Director               |            |
| 1993 | For Love or Money                                          | Gene Salvatore                    |            |
| 1993 | Mr. Wonderful                                              | Harvey                            |            |
| 1994 | Maverick                                                   | Twitchy, Riverboat Poker Player   |            |
| 1995 | The Usual Suspects                                         | Sergeant Jeff Rabin               |            |
| 1995 | To Die For                                                 | Joe Maretto                       |            |
| 1995 | Clueless                                                   | Mel Horowitz                      |            |
| 1995 | Fair Game                                                  | Walter Hollenbach                 | Necreditat |
| 1995 | Nixon                                                      | Trini Cardoza                     |            |
| 1996 | Freeway                                                    | Detective Garnet Wallace          |            |
| 1996 | The First Wives Club                                       | Morton 'Morty' Cushman            |            |
| 1996 | Ransom                                                     | Jackie Brown                      |            |
| 1996 | Daylight                                                   | EMS Officer Frank Kraft           |            |
| 1996 | Marvin's Room                                              | Bob                               |            |
| 1997 | In & Out                                                   | Military Attorney                 |            |
| 1997 | A Life Less Ordinary                                       | Gabriel                           |            |
| 1997 | Alien: Resurrection                                        | General Martin Perez              |            |
| 1998 | A Night at the Roxbury                                     | Kamehl Butabi                     |            |
| 1998 | A Civil Action                                             | John Riley                        |            |
| 1999 | Dick                                                       | President Richard M. 'Dick' Nixon |            |
| 1999 | The Hurricane                                              | Sergeant Della Pesca, Paterson PD |            |
| 2000 | Shaft                                                      | Detective Jack Roselli            |            |
| 2000 | The Crew                                                   | Mike 'The Brick' Donatelli        |            |
| 2000 | The Extreme Adventures of Super Dave                       | Gil Ruston                        |            |
| 2001 | Down                                                       | Lieutenant McBain                 |            |
| 2001 | Mulholland Drive                                           | Vincenzo Castigliane              |            |
| 2002 | Quicksand                                                  | General Stewart                   |            |
| 2002 | Swimfan                                                    | Coach Simkins                     |            |
| 2002 | New Suit                                                   | Muster Hansau                     |            |
| 2003 | American Cousins                                           | Settimo                           |            |
| 2005 | Strangers with Candy                                       | Guy Blank                         |            |
| 2005 | Robots                                                     | Mr. Gunk (voice)                  |            |
| 2005 | Pizza My Heart                                             | Vinnie Montebello                 |            |
| 2006 | The Good Student                                           | Gabrial                           |            |
| 2007 | The Warrior Class                                          | General Rand                      |            |
| 2010 | The Extra Man                                              | Aresh                             |            |
| 2012 | The Normals                                                | Ragnar                            |            |
| 2013 | Clutter                                                    | Walter Bickford                   |            |
| 2014 | The Humbling                                               | Asa                               |            |
| 2016 | Fantastic Beasts and Where to Find Them                    | 'Red'                             |            |
| 2020 | Funny Face                                                 | Benj                              |            |
| 2021 | Slapface                                                   | Sheriff John Thurston             |            |
| 2021 | The God Committee                                          | Granger                           |            |

### Seriale
| An            | Titlu                              | Rol                                                             | Note                                                     |            |
| ------------- | ---------------------------------- | --------------------------------------------------------------- | -------------------------------------------------------- | ---------- |
| 1975          | Ryan's Hope                        | Herbie Towers                                                   |                                                          |            |
| 1976          | Kojak                              | Dan Hudson                                                      | Episodul: "A Hair-Trigger Away"                          |            |
| 1977          | The Andros Targets                 | Prager                                                          | Episodul: "The Treatment Succeeded But the Patient Died" |            |
| 1977          | The Prince of Central Park         | Hot Dog Vendor                                                  | Film de televiziune                                      |            |
| 1978          | The Last Tenant                    | Gabe                                                            | Film de televiziune                                      |            |
| 1979          | Paris                              | Gil Davis                                                       | Episodul: "Once More for Free"                           |            |
| 1980          | Death Penalty                      | Detective Ralph Corso                                           | Film de televiziune                                      |            |
| 1981–1984     | Hill Street Blues                  | Ralph MacAfee / A Bum                                           | 5 episoade                                               |            |
| 1982          | CHiPs                              | Herzog                                                          | Episodul: "Trained for Trouble"                          |            |
| 1982          | Report to Murphy                   | Unknown                                                         | Episodul: "Pilot"                                        |            |
| 1982          | 1984                               | St. Elsewhere                                                   | Joseph Keuhnelian                                        | 3 episoade |
| The Dollmaker | 1984                               | Skyros                                                          | Film de televiziune                                      |            |
| Hot Pursuit   | 1984                               | Unknown                                                         | Episodul: "Goodbye... I Love You"                        |            |
| 1984–1993     | Cheers                             | Nick Tortelli                                                   | 6 episoad                                                |            |
| 1984-1986     | Miami Vice                         | Reuben Reydolfo / Ben Schroeder                                 | Episoadele: "One Eyed Jack" & "Payback"                  |            |
| 1985          | The Twilight Zone                  | Nick                                                            | Episodul: Dealer's Choice                                |            |
| 1986          | Slow Burn                          | Simon Fleischer                                                 | Film de televiziune                                      |            |
| 1986          | The Equalizer                      | Frank Donahue                                                   | Episodul: Unpunished Crimes"                             |            |
| 1986          | Courage                            | John Fosh                                                       | Film de televiziune                                      |            |
| 1986          | That Secret Sunday                 | Captain Bates                                                   | Film de televiziune                                      |            |
| 1986          | A Smoky Mountain Christmas         | Harry                                                           | Film de televiziune                                      |            |
| 1987          | The Tortellis                      | Nick Tortelli                                                   | 13 episoade                                              |            |
| 1987–1988     | Mama's Boy                         | Mickey                                                          | 4 episoade                                               |            |
| 1988–1989     | Family Ties                        | Joe Moore                                                       | 2 episoade                                               |            |
| 1988–1990     | L.A. Law                           | Michael Roitman                                                 | 3 episoade                                               |            |
| 1989          | Who's the Boss?                    | Ralph                                                           | Episodul: "Men Are People, Too"                          |            |
| 1989          | One of the Boys                    | Ernie                                                           | 6 episoade                                               |            |
| 1989          | Double Your Pleasure               | John                                                            | Film de televiziune                                      |            |
| 1990–1991     | Equal Justice                      | Detective Al Perry                                              | 2 episoade                                               |            |
| 1991          | Veronica Clare                     | Louis Benato                                                    | 2 episoade                                               |            |
| 1993          | Flying Blind                       | Employer #1                                                     | Episodul: "Panic in Neil's Park"                         |            |
| 1993          | Based on an Untrue Story           | Caprawolski                                                     | Film de televiziune                                      |            |
| 1993          | NYPD Blue                          | Lou 'The Werewolf'                                              | Episodul: "NYPD Lou"                                     |            |
| 1993–1995     | Fallen Angels                      | Detective Copernik / Auger / Johnny Ralls / Lieutenant Calender | 4 episoade                                               |            |
| 1993-1997     | Law & Order                        | Lieutenant Brian Torelli / Leslie Drake                         | 2 episoade                                               |            |
| 1994          | Another Midnight Run               | Eddie Moscone                                                   | Film de televiziune                                      |            |
| 1994          | Midnight Runaround                 | Eddie Moscone                                                   | Film de televiziune                                      |            |
| 1994          | Midnight Run for Your Life         | Eddie Moscone                                                   | Film de televiziune                                      |            |
| 1994          | Because Mommy Works                | Judge                                                           | Necreditat; film de televiziune                          |            |
| 1995          | Picture Windows                    | Carl                                                            | Episodul: "Soir Bleu"                                    |            |
| 1996          | The Home Court                     | Judge Walter Ragsdale                                           | 2 episoade                                               |            |
| 1997          | The Second Civil War               | Mel Burgess                                                     | Film de televiziune                                      |            |
| 1997          | The Garden Of Redemption           | Captain Zito                                                    | Film de televiziune                                      |            |
| 1997          | Homicide: Life on the Street       | Leslie Drake                                                    | Episodul: "Baby, It's You"                               |            |
| 1997–2005     | ER                                 | Herb Spivak                                                     | 4 episoade                                               |            |
| 1999          | Locked in Silence                  | Dr. Rosenstock                                                  | Film de televiziune                                      |            |
| 2000          | The Street                         | Randy Hoder                                                     | Episodul: "High Yield Bonds"                             |            |
| 2000          | Judging Amy                        | Detective Tarnower                                              | Episodul: "Unnecessary Roughness"                        |            |
| 2000–2003     | Yes, Dear                          | Don Ludke                                                       | 6 episoade                                               |            |
| 2003          | Lucky                              | Joey 'Joey Legs'                                                | 3 episoade                                               |            |
| 2005          | Pizza My Heart                     | Vinnie Montebello                                               | Film de televiziune                                      |            |
| 2006          | The Book of Daniel                 | Father Frank                                                    | 4 episoade                                               |            |
| 2006          | Monk                               | Jack Monk                                                       | Episodul: "Mr. Monk Meets His Dad"                       |            |
| 2008          | Lipstick Jungle                    | Dimitri Pappademos                                              | Episodul: "Chapter Eleven: The F-Word"                   |            |
| 2011          | Too Big to Fail                    | Representative Barney Frank                                     | Film de televiziune                                      |            |
| 2011          | Person of Interest                 | Bernie Sullivan                                                 | Episodul: "The Fix"                                      |            |
| 2013          | Golden Boy                         | Francis Diaco                                                   | Episodul: "Beast of Burden"                              |            |
| 2014          | Gotham                             | Detective Dix                                                   | 2 episoade                                               |            |
| 2014–2015     | The Mindy Project                  | Alan Castellano                                                 | 2 episoade                                               |            |
| 2015          | Last Week Tonight with John Oliver | Special Segment Actor                                           | Episodul: "Infrastructure"                               |            |
| 2015–2019     | Blue Bloods                        | Vincent Rella                                                   | 4 episoade                                               |            |
| 2016          | Odd Mom Out                        | Jill's Dad                                                      | Episodul: "Fasting and Furious"                          |            |